# 137th Street – City College (métro de New York)
137th Street – City College, est une station, établie en souterrain, de la ligne d'infrastructure IRT Broadway-Seventh Avenue du métro de New York. Elle est située, à l'intersection West 137th Street & Broadway, sur le quartier Hamilton Heights, dans l'arrondissement de Manhattan, de la ville de New York aux États-Unis.
C'est une station historique ouverte, par l,Interborough Rapid Transit Company (IRT), en 1904. Exploitée par la New York City Transit Authority depuis 1940, elle est desservie, jours et nuits, par les rames du service 1 (rouge) du métro.

## Situation sur le réseau

Plan du métro de New York (2009)

### Infrastructure
Établie en souterrain, 137th Street – City College, est une station de la ligne d'infrastructure du métro IRT Broadway-Seventh Avenue. Elle est située entre la station 145th Street, en direction du terminus nord, et la station 125th Street, en direction du terminus sud.

### Service desserte
La station 137th Street – City College est une station d'arrêt du service de desserte 1 du métro de New York : elle est située entre la station 145th Street, en direction du terminus nord Van Cortlandt Park – 242nd Street, et la station 125th Street, en direction du terminus sud South Ferry – Whitehall Street.

## Histoire

### Origine
La Rapid Transit Construction Company, créée par John B. McDonald (en) et financée par August Belmont Jr., a signé le contrat pour la première ligne du métro de New York avec la Rapid Transit Commission en février 1900. Il est prévu qu'elle construit cette ligne contre la garantie d'un bail d'exploitation de 50 ans, débutant lors de la mise en service du premier tronçon. En 1901, la société Heins & LaFarge est choisie pour la conception des stations. Belmont fonde la société Interborough Rapid Transit Company (IRT), en avril 1902, pour assurer l'exploitation de la ligne.

### Construction et ouverture

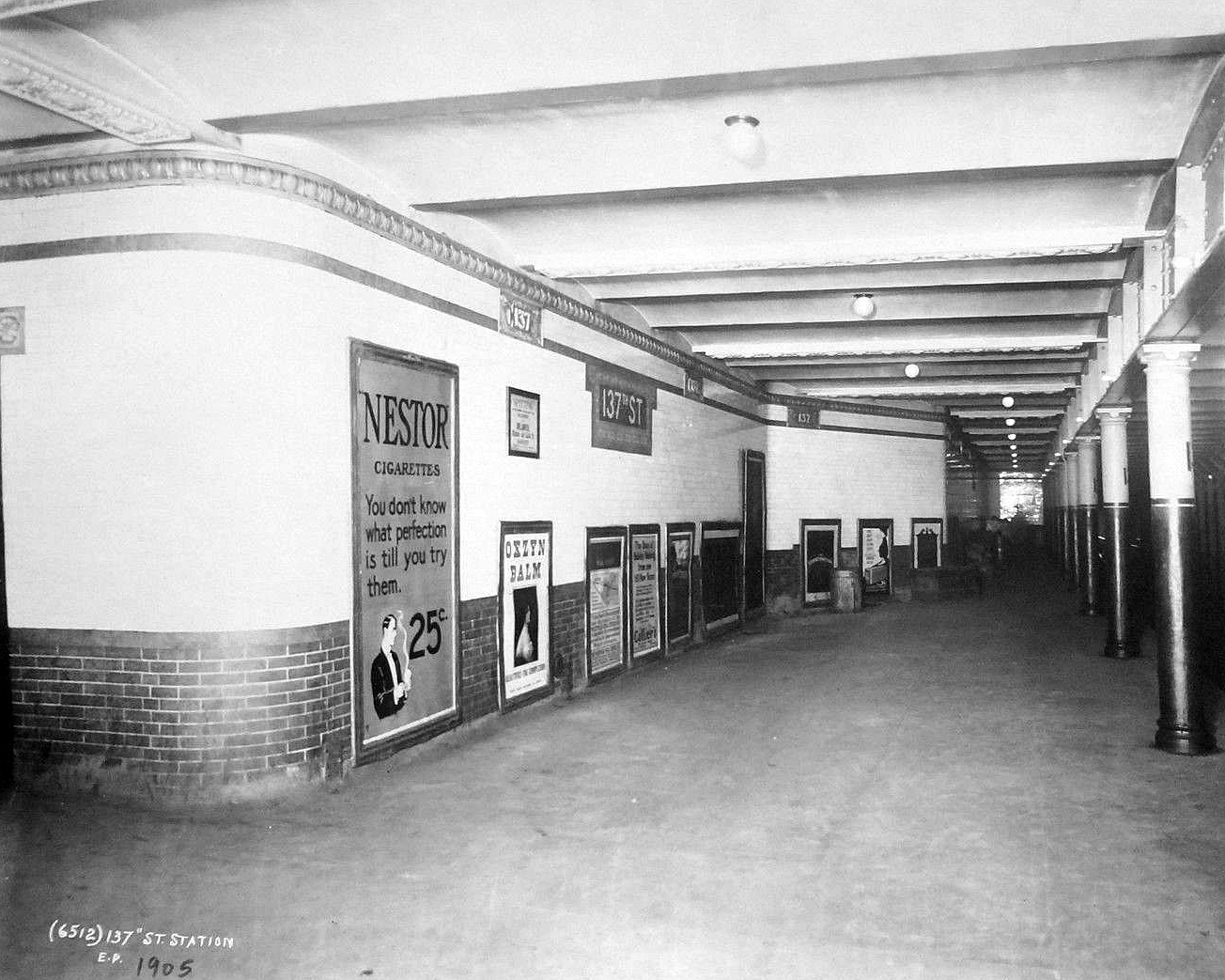
Un quai de la station en 1905.

La station 137th Street est programmée dans le cadre de la construction de cette ligne de l'IRT, alors dénommée West Side Line. La première section doit s'étendre de la 133e rue jusqu'à un point situé à 30 mètres au nord de la 182e rue. Les travaux sont réalisés par l'entreprise L. B. McCabe & Brother, qui ouvre le chantier de la construction, de cette section souterraine en tunnel, le 14 mai 1900. Le tronçon de ligne incluant la station est initialement prévu à deux voies, mais au début de 1901, il est ajouté une troisième voies pour permettre le stockage des rames sur la voie centrale,. Une voie supplémentaire est donc ajoutée, à l'est des deux précédentes sur la section située au nord de la 96e rue.
À la fin de l'année 1903, le chantier est presque terminé, mais la centrale électrique de l'IRT et les sous-stations électriques du système sont encore en construction, retardant l'ouverture de la ligne. Le 26 octobre 1904, la veille du jour prévu pour l'ouverture, les murs et les plafonds de la station ne sont pas achevés.
La station 137th Street est mise en serice le 27 octobre 1904, lors de l'ouverture à l'exploitation de cette première section de la ligne 1 du métro de New York et des 28 stations qu'elle dessert, de la station City Hall à la station 145th Street sur la branche West Side,.

### Évolutions
Après l'achèvement de la première ligne du métro en 1908. La station est alors desservie par des rames des services omnibus et express de la West Side Line. Les rames express débutent leur service à la station South Ferry à Manhattan ou à la station 'Atlantic Avenue à Brooklyn et ont pour terminus la station 242nd Street dans le Bronx. Les trains locaux circulent entre la station City Hall et la 242nd Street, aux heures de pointe, et poursuivent leur desserte au sud de la station City Hall jusqu'à South Ferry à d'autres moments. En 1918, la Broadway-Seventh Avenue Line est mise en service au sud de la station Times Square – 42nd Street, et la ligne originale est divisée en un système en forme de H. La ligne d'origine au nord de Times Square devient une partie de la Broadway-Seventh Avenue Line. Les rames locales sont envoyés à South Ferry, tandis que les rames express emprunte le nouveau Clark Street Tunnel jusqu'à Brooklyn.

## Services aux voyageurs

### Desserte

Installations et desserte
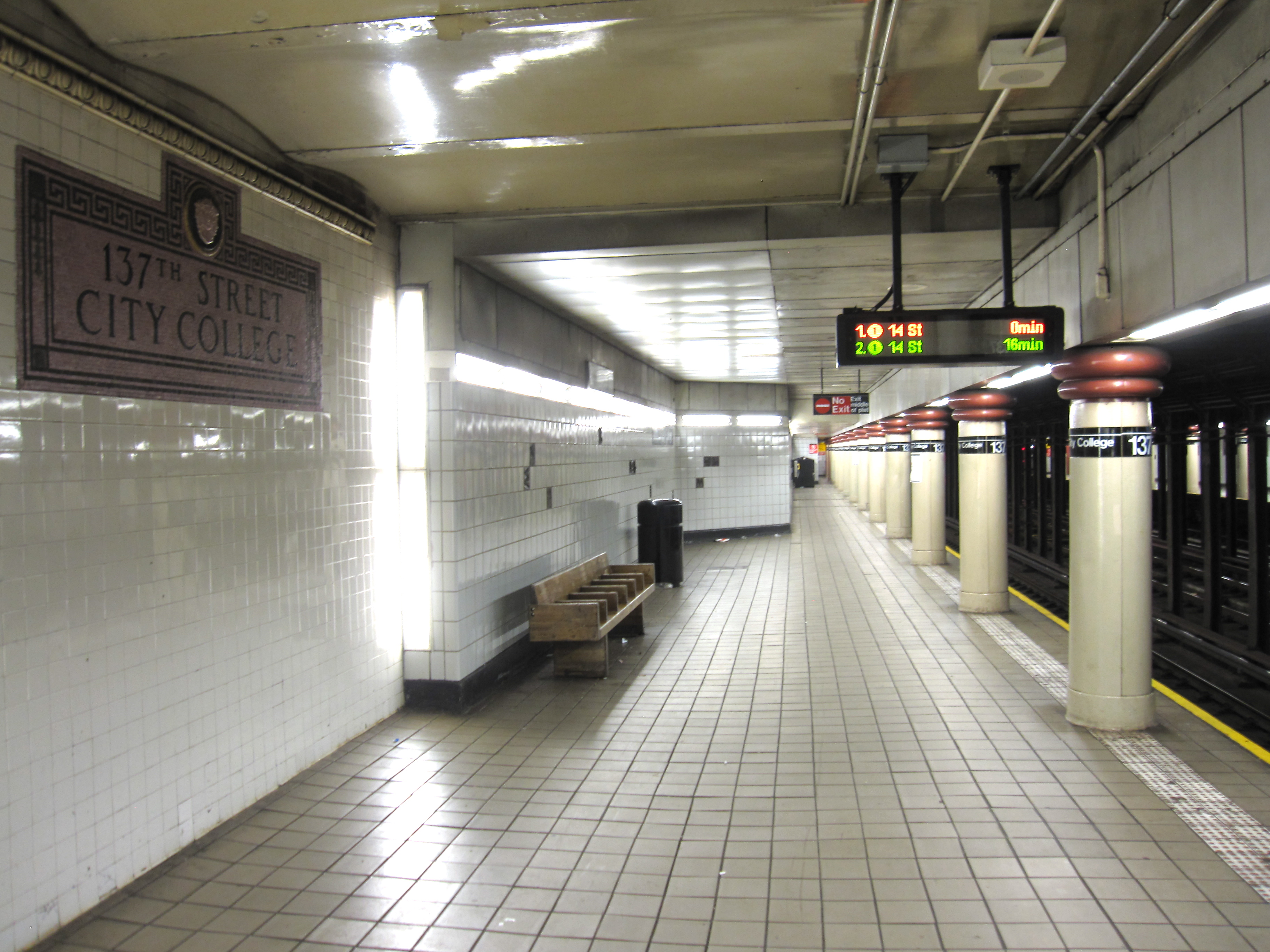
En 2010.
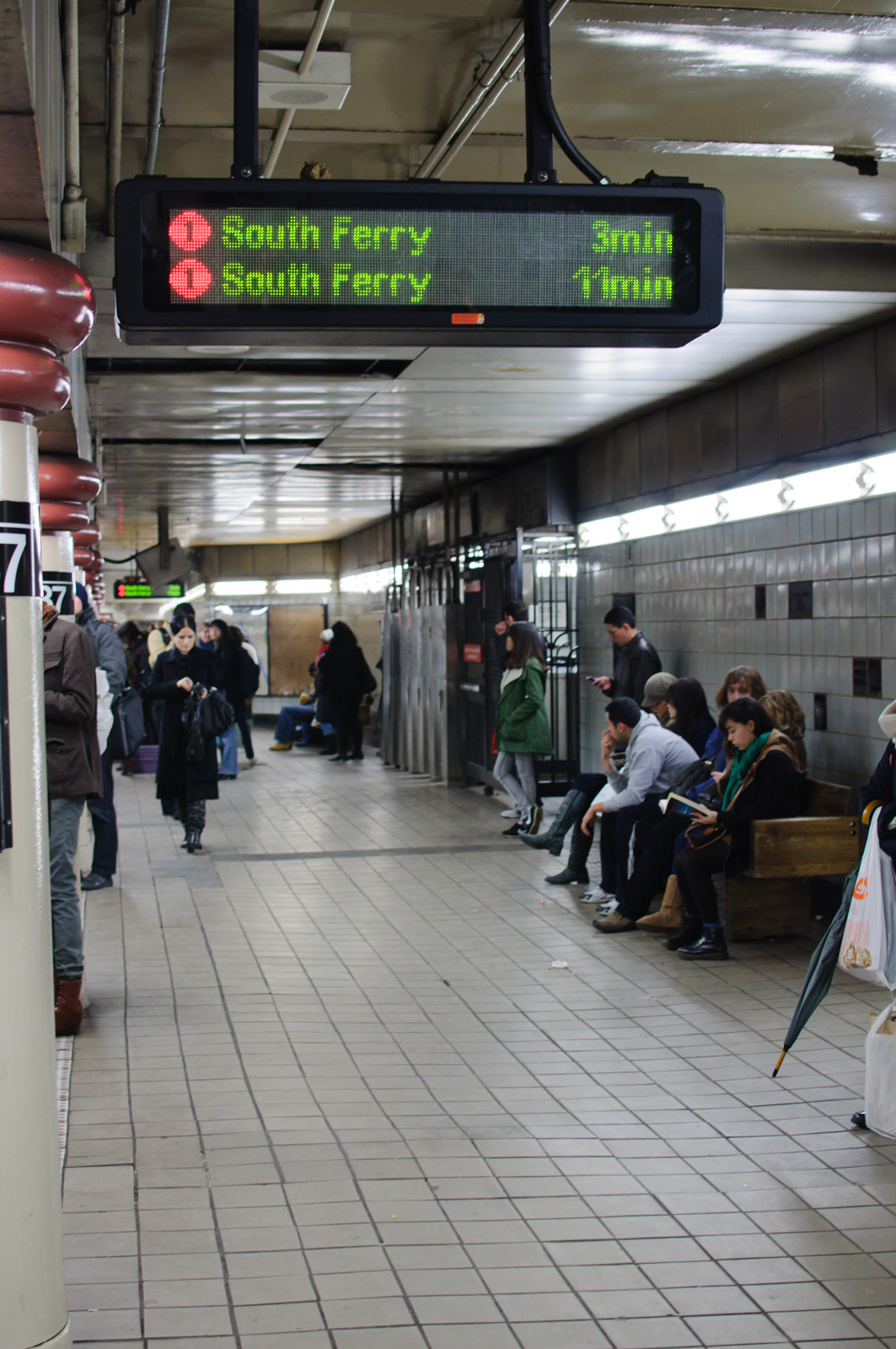
En 2013.
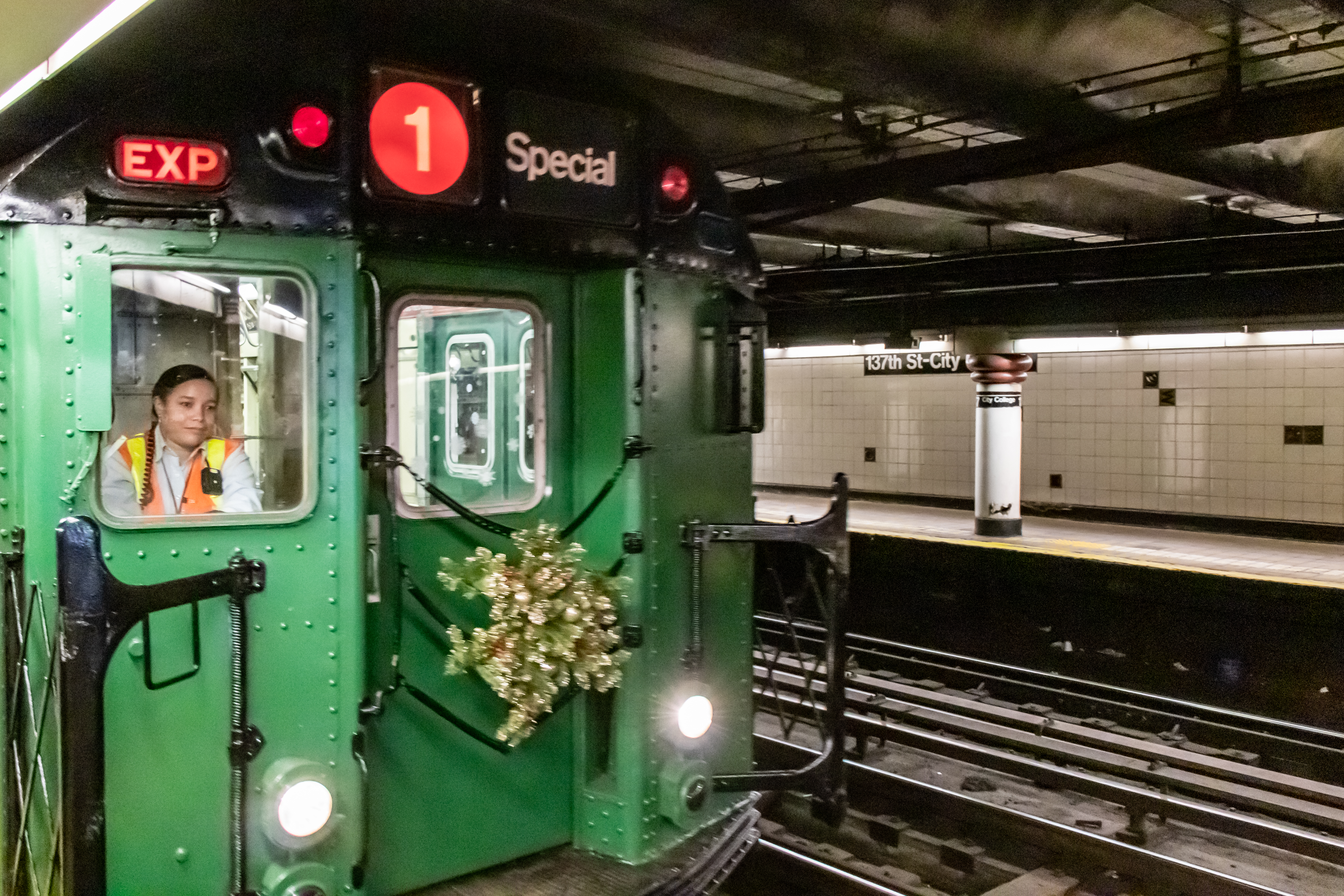
En 2022.

## Patrimoine ferroviaire

Mosaïc de Heins & LaFarge
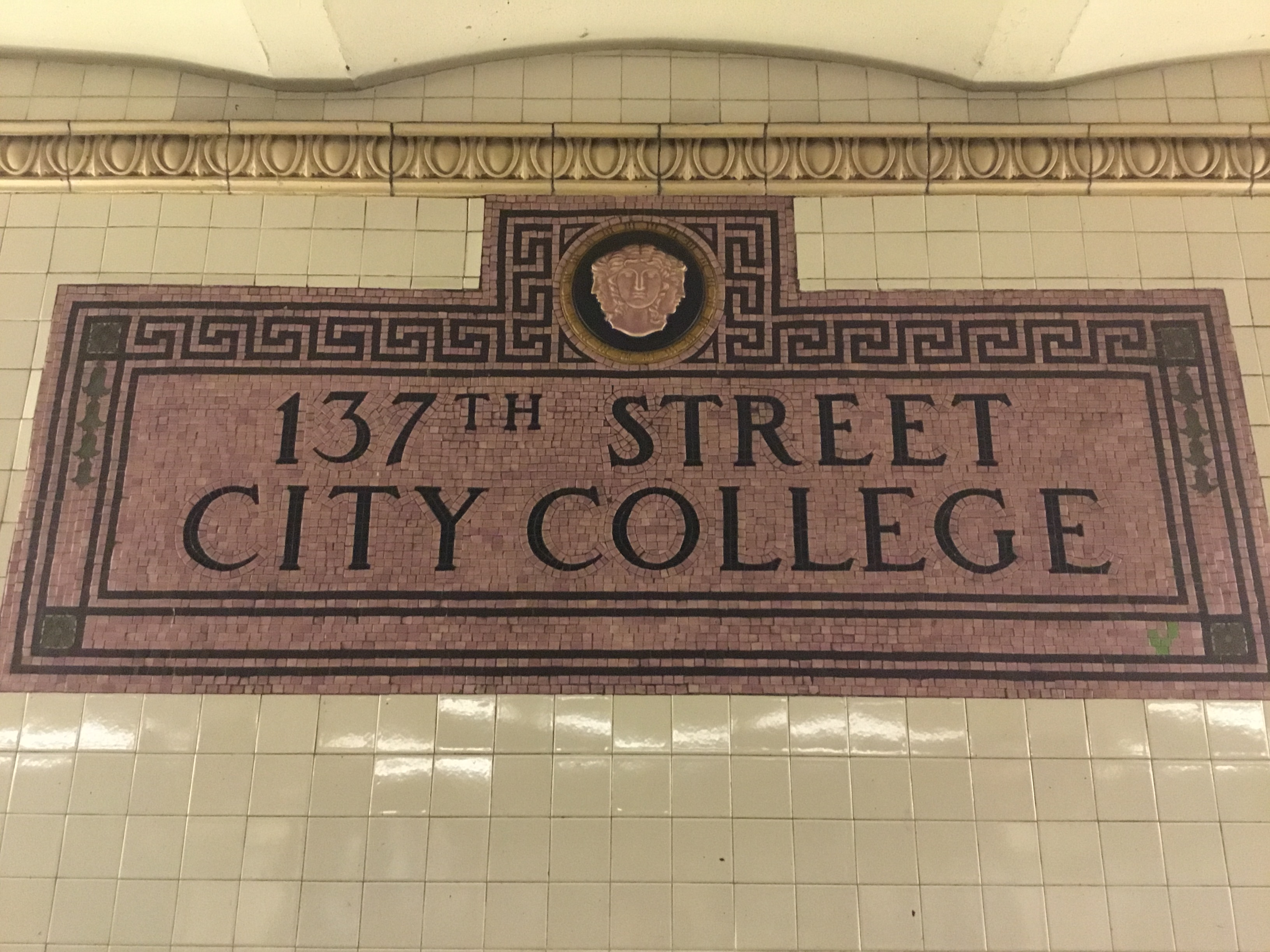
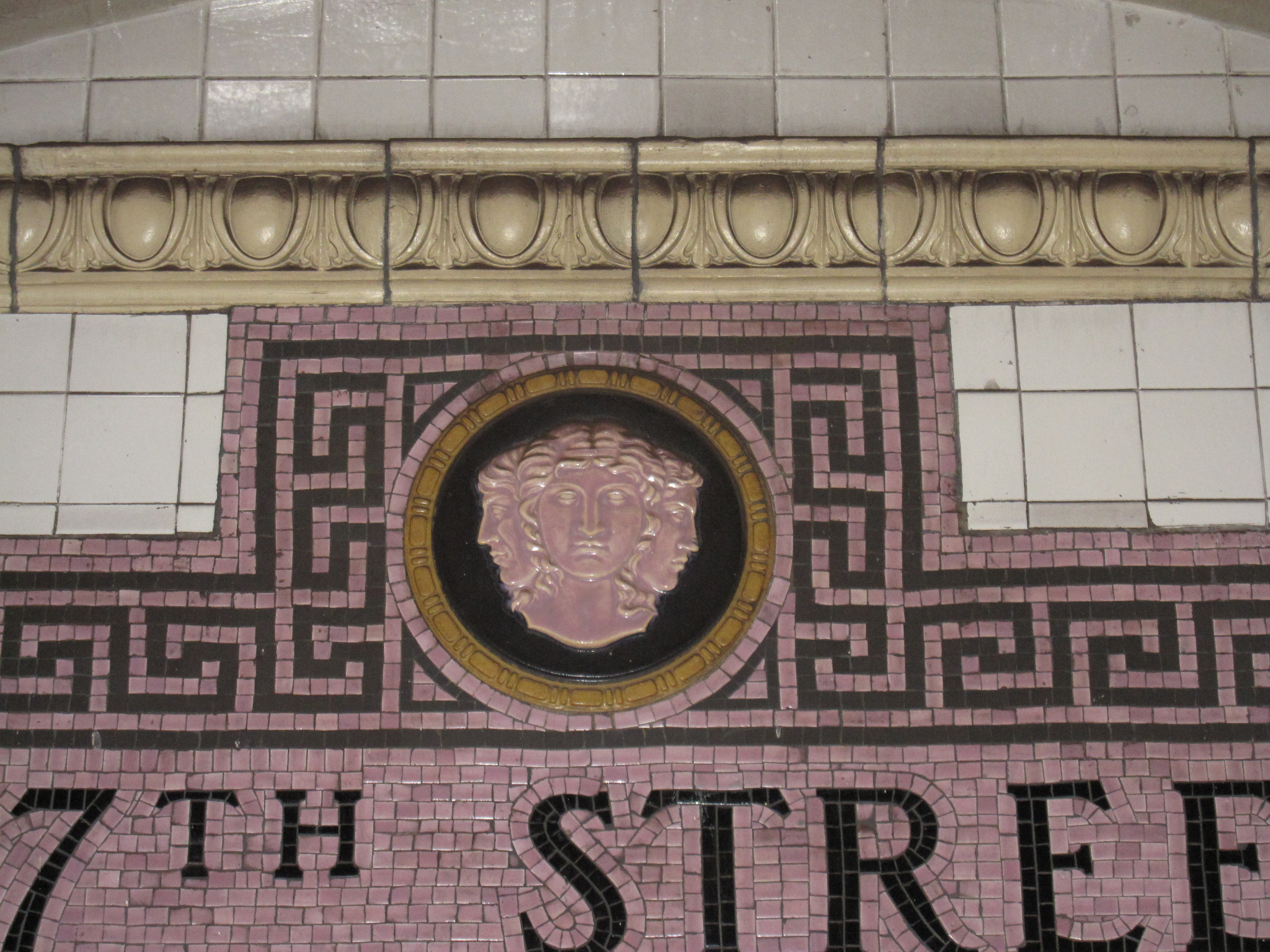